# صحبت‌لی
صحبت‌لی (به ترکی آذربایجانی: Söhbətli) یک منطقهٔ مسکونی در جمهوری آذربایجان است که در شهرستان شابران واقع شده‌است.

## جمعیت
صحبت‌لی ۳۵۵ نفر جمعیت دارد.